# Buslijn 300 (Arnhem-Nijmegen)
Buslijn 300 van Hermes (Breng), ook wel bekend als de RijnWaalsprinter, is een van de lijnen van brengdirect, een HOV-netwerk in de Stadsregio Arnhem Nijmegen, tussen de steden Nijmegen en Arnhem.

## Route
De buslijn rijdt vanaf het station van Arnhem via Huissen, Bemmel, Ressen en Lent naar het station van Nijmegen, waarna de bus direct doorrijdt naar station Heyendaal en vervolgens een rondje over de campus van de Radboud Universiteit rijdt, net als buslijn 10. Hierna begint de bus weer aan de terugweg, waardoor de vijf haltes op de campus dus maar een keer per rit worden aangedaan. Op de terugweg wordt niet gestopt bij het theater in Arnhem.

## Geschiedenis
De lijn werd in 2010 als eerste lijn van Breng direct ingesteld. Sindsdien is de route van de bus weinig veranderd. De meest ingrijpende wijziging vond plaats op 21 juli 2019, toen de route van de bus in Nijmegen via de Sint Canisiussingel en de Nassausingel en die via de Burchtstraat beide kwamen te vervallen en werden vervangen door een route via de Waalkade. Sinds 23 augustus 2020 ging de lijn in Nijmegen weer via de Singels rijden.
Vanaf 10 december 2023 werd de frequentie tussen de P+R Nijmegen-Noord verhoogd, op zaterdag gingen hier vanaf dat moment vier extra ritten per uur rijden, waardoor op zaterdag tot achtmaal per uur gereden ging worden op dit traject. Op zondag werd de frequentie verdubbeld, van twee- naar viermaal per uur.

## Frequenties
Lijn 300 heeft een vrij ingewikkelde frequentie, met veel extra ritten op deeltrajecten. Doordeweeks overdag wordt doorgereden naar Nijmegen Heyendaal, 's avonds en in het weekend wordt niet tussen Nijmegen Centraal Station en Nijmegen Heyendaal gereden.
In de spitsuren wordt viermaal per uur het hele traject gereden, met kortstondig achtmaal per uur tussen Bemmel, Papenstraat en Nijmegen Heyendaal.
In de daluren wordt tweemaal per uur het hele traject gereden, met twee toegevoegde ritten per uur tussen P+R Nijmegen-Noord en Nijmegen Heyendaal. 
's Avonds wordt tweemaal per uur het hele traject gereden.
Op zaterdag wordt viermaal per uur het hele traject gereden, met vier toegevoegde ritten per uur tussen P+R Nijmegen Noord en Nijmegen Centraal Station.
Op zondag wordt tweemaal per uur het hele traject gereden, met twee toegevoegde ritten per uur tussen P+R Nijmegen Noord en Nijmegen Centraal Station.
In een tabel ziet dat er dan als volgt uit:
| Spits    | 4-8x/uur |
| Dal      | 2-4x/uur |
| Avond    | 0-2x/uur |
| Zaterdag | 0-8x/uur |
| Zondag   | 0-4x/uur |